# Lefebvrea longipedicellata
Lefebvrea longipedicellata là một loài thực vật có hoa trong họ Hoa tán. Loài này được Engl. mô tả khoa học đầu tiên năm 1895.